# 西山会
西山会，是一个由中國山西籍在北京的高官及同籍商人组成的神秘组织，由令计划于2007年建立。境外中文媒体报道称这是一个松散的有组织者的政商联盟。西山会的部分主要人物在习近平于2012年出任中共中央总书记后开展的大规模反腐败运动中被捕入狱。

## 简介
西山会由山西籍中共中央委员和中共中央候补委员组成，除官员外，只有个别获得身份认可的同籍商人，才能拥有埋单的资格。西山会内部没有固定章程，没有组织程序，也没有固定地点，甚至不会有特殊的秩序编排。西山会的会议地点位于北京西郊，以不低于三个月一次的聚会频率保持联络。聚会期间有豪车负责接送，手机、秘书、情人必须隔离。如果官员手握通往西山饭局的门票，则可以有升职机会。

## 主要成员
以下为媒体中所提到的西山会的主要成员，但尚未被官方核实。
| 姓名   | 简介 |
| ------ | --- |
| 丁书苗 | 又名丁羽心，1954年生于山西晋城。2014年12月16日因行贿、非法经营两罪判除丁书苗有期徒刑20年，并没收丁书苗个人财产2000万元（人民币，下同），罚款25亿元。 |
| 令政策 | 1952年6月生于山西平陆。2014年6月19日因涉嫌严重违纪被调查。2016年12月6日被判处有期徒刑12年6个月。                                                     |
| 令计划 | 1956年10月22日生于山西平陆。最高任中共中央书记处书记兼中共中央办公厅主任。2014年12月22日因涉嫌严重违纪违法被调查。2016年7月6日被判处无期徒刑。       |
| 陈川平 | 1962年2月生于山西平陆。2014年8月因涉嫌严重违纪违法被调查。2016年12月20日被判处有期徒刑6年6个月。                                                     |
| 申维辰 | 1956年5月生于山西潞城。2014年4月因涉嫌严重违纪违法被调查，2014年12月被开除党籍。2016年10月被判处无期徒刑，剥夺政治权利终身。                         |
| 刘铁男 | 1954年10月生于北京，祖籍山西祁县。最高任国家发改委副主任兼国家能源局局长。2014年12月10日因受贿罪被判处无期徒刑，剥夺政治权利终身。                   |
| 金道铭 | 1953年12月生于北京。2014年2月27日因涉嫌严重违纪违法被调查，2014年12月21日被双开。2016年10月14日被判处无期徒刑，剥夺政治权利终身。                    |
| 杜善学 | 1956年2月生于山西临猗，2014年6月因涉嫌严重违纪违法被调查，2015年12月被开除党籍。2016年12月20日被判处无期徒刑，剥夺政治权利终身。                     |